# 约翰·莱斯利·麦基
约翰·莱斯利·麦基（英語： 1917年8月25日—1981年12月12日）澳大利亚哲学家，在宗教哲学、形而上学和语言哲学等方面有突出贡献，他还知名于超伦理学观点和道德怀疑主义。

## 生平
撰写有六本著作，其中《道德：发明对与错》（Ethics：Inventing Right and Wrong，1977）最广为人知。该书大胆地认为“没有客观价值。” 并继续指出该伦理只能是种发明而不能是发现。他死后出版了《有神论的奇迹：赞成和反对上帝的存在的论点》（1983年），在当代分析哲学中称为杰作。许多人认为麦基是哲学无神论的最佳捍卫者之一。在1980年代，《时代》杂志称他为“当今无神论哲学家中最出色的”。他经常与诸如理察·斯温伯恩和阿尔文·普兰丁格之类的基督教哲学家进行辩论。